# ETR 400
El ETR400, conocido a nivel comercial como ETR 1000 o Frecciarossa 1000, es una evolución del Zefiro V300 de Bombardier fabricado por un consorcio formado por Hitachi Rail (60%) y la canadiense (40%). Constituye la Serie 109 de ILSA.
Es un tren de alta velocidad italiano de la última generación. Su velocidad comercial máxima homologada es de 360 km/h, aunque es capaz de alcanzar los 380 km/h de manera comercial y hasta los 400 km/h en máximo diseño. Su entrada en servicio se produjo en el año 2015.
Inicialmente fue diseñado y desarrollado por las empresas Bombardier Transportation y  AnsaldoBreda. Actualmente las unidades son construidas por Alstom e Hitachi Rail, ya que Bombardier fue adquirida por Alstom y la fábrica de AnsaldoBreda fue comprada por Hitachi Rail.

## Historia
El modelo base desde 2009 el "V250 Zefiro" diseñado por Pininfarina, con algunas características del ETR 500. Trenitalia en el 2010 ha hecho un contrato para adquirir 50 "Frecciarossa 1000" (compuestos por 8 elementos, con longitud total de 200 metros) empezando a ser operativos en el junio de 2015
Un modelo del ETR 1000 fue mostrado en Rimini en agosto del 2012, con el nombre oficial italiano Frecciarossa 1000. Mario Monti, entonces primer ministro italiano, declaró en dicha ocasión que en el verano 2014 el ETR 1000 uniría Roma y Milán en solamente 2 h y 20 min: es decir que los casi 600 km entre las dos principales ciudades italianas serán cubiertos a una velocidad media de casi 260 km/h.
El tren "Frecciarossa 1000" tiene capacidad para ser operativo en las rutas de alta velocidad de Francia, Alemania, España, Países Bajos, Bélgica y Suiza.

## Servicios

### Trenitalia Frecciarossa
Dentro del territorio nacional italiano operan las líneas de alta velocidad con el fin de ir sustituyendo a los ETR 500. Ofrecen diferentes clases, divididas por coches:
- Coche 1: Ejecutivo (10 plazas en total)
- Coches 2 y 3: Business - El coche 3 está parcialmente ocupado por el espacio del restaurante, denominado como Bistrò.
- Coche 4: Premium
- Coches del 5 al 8: Estándar

Todos los asientos tienen enchufes eléctricos y mesas pequeñas. Los asientos tienen dimensiones medias más pequeñas que las presentes en la ETR 500 y, a diferencia de esta última, en la clase estándar no es posible ajustar el respaldo. Hay conexión Wifi en el tren.

### Trenitalia France
Artículo principal: Trenitalia France
Los Frecciarossa 1000 que operan en Francia, en el trayecto Milán-París ofrecen tres niveles de servicio: Executive, Business y Standard. Los niveles de servicio Business y Standard disponen de "Vagón del Silencio" o "Vagón Alegre".

### Serie 109 de ILSA en España
De la mano de Trenitalia y Air Nostrum, nace en 2010, el operador ILSA, el cual es el primer operador privado español de Alta Velocidad. En noviembre de 2021 presenta Iryo, con la compra de 20 unidades ETR 1000, que siguiendo la tradicional numeración de Series se conocen como "Serie 109 de ILSA".

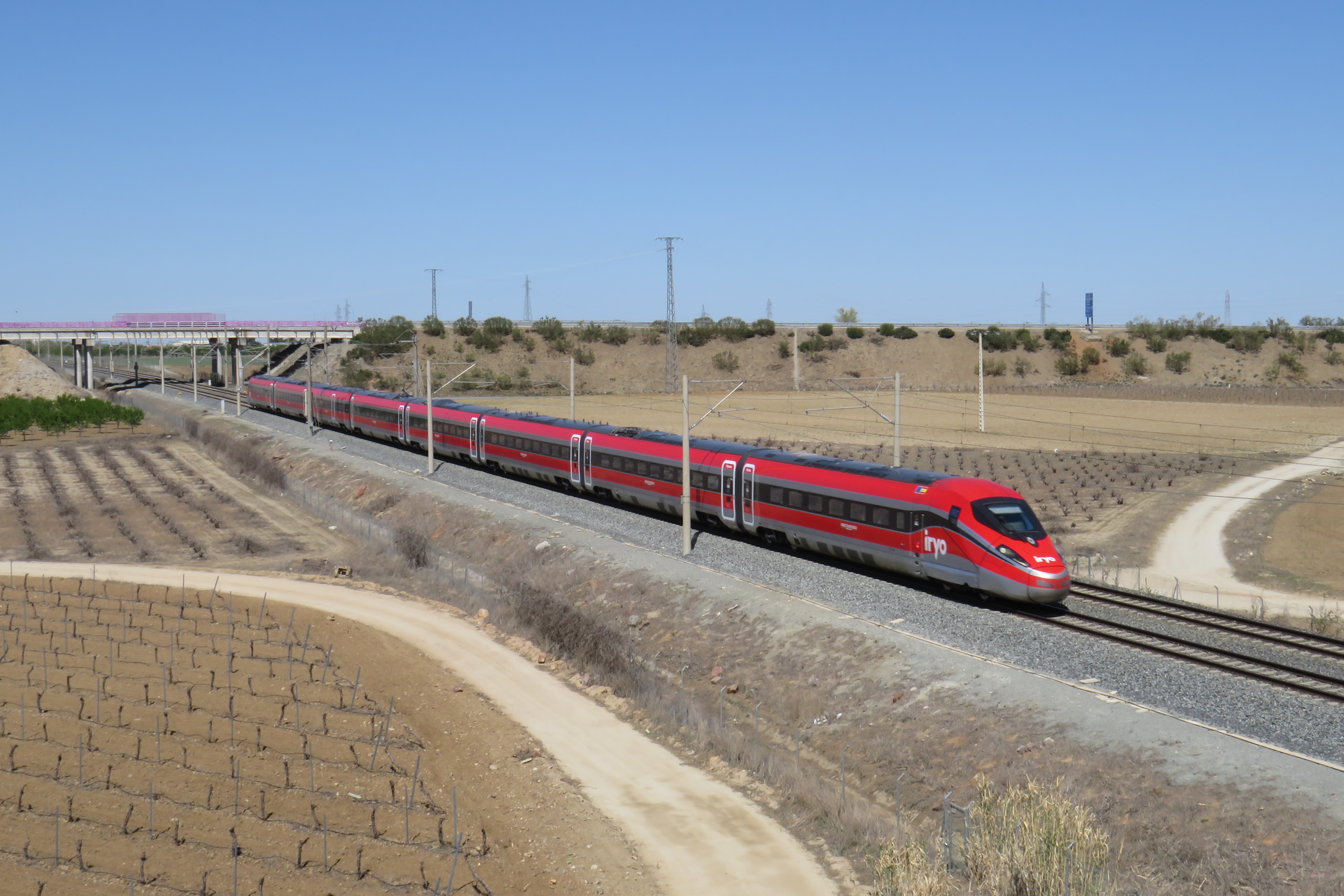
El S109.04 de Iryo cubre el servicio Madrid puerta de Atocha - Málaga María Zambrano vía la LAV Madrid-Sevilla realiza una fugaz pasada por la localidad Manchega de Mora.